# یار مست
آلبوم یار مست یک از آلبوم‌های سالار عقیلی است که آهنگسازی آن از مجید مولانیا و با اجرای گروه موسیقی سور  و اشعار آن نیز از مولانا است که در شهریورماه ۱۳۹۲ توسط شرکت ایران گام منتشر شد.

## نسخه غیرقانونی
سالار عقیلی در گفتوگو با سایت موسیقی ما از مردم خواست منتظر انتشار قانونی آلبوم یار مست او از سوی انتشارات ایران گام باشند و به هیچ وجه قطعات این آلبوم را از اینترنت دانلود نکنند. سالار عقیلی خواننده موسیقی سنتی که اخیرا آلبوم یار مست او توسط عدهای سودجو از طریق اینترنت به صورت غیر مجاز منتشر شدهاست، در گفتوگو با موسیقی ما گفت: متأسفانه عدهای که نمی‌دانم نامشان را چه بگذارم در یک اقدام غیر اخلاقی دست به انتشار غیرمجاز آلبوم موسیقی یار مست با صدای من زده‌اند که تمامی امتیاز آن به شرکت فرهنگی هنری ایران گام واگذار شدهاست. قرار بود این آلبوم از سوی این شرکت و در آیندهای نزدیک روانه بازار موسیقی شود که متأسفانه این امکان فراهم نشد و آلبوم پیش از موعد مقرر و به شکلی کاملاً غیر رسمی و غیر اخلاقی و همچنین توسط یک سری افراد سودجو و منفعتطلب روانه دنیای مجازی اینترنت شدهاست.

## مشخصات آلبوم

### توضیحات
نسخه اصلی این آلبوم دارای ۱۱ قطعه می‌باشد. این اثر که قبل از انتشار رسمی، به صورت غیرقانونی برای دانلود بر روی سایت‌های موسیقی قرار گرفته بود، اکنون از سوی شرکت موسیقی ایران گام روانه بازار شده و این آلبوم را تصانیف تو مرو، یارمست، جان و جهان، کاروان مست، و رستاخیز، تکنوازی سنتور دلنواز، سازو وآواز آتش عشق، تکنوازی عود رهایی، تکنوازی ضربی و آواز سماع، دونوازی تار و کمانچه همدلی، قطعه ضربی آواز سماع و قطعه ای برای کمانچه گذار تشکیل می‌دهند.
شایان ذکر است که جمشید صفرزاده (سنتور)، حمید قنبری (تنبک، دمام، بندیر)، علیرضا دریایی (کمانچه)، بهزاد حسن زاده (کمانچه، قیچک آلتو)، امین دادوری (دف)، مهدی بصیرت منش (قیچک آلتو)، صابر سوری (عود)، مجید مولانیا (تار) و درشن آنند (تبلا/ نوازنده مهمان) نیز در این اثر به نوازندگی پرداخته‌اند.

### قطعات
قطعات نسخه اصلی آلبوم یار مست به عبارت زیر است:
رستاخیز (تصنیف)
- ترانه‌سرا: مولانا
- آهنگساز: مجید مولانیا
- نوازندگان: گروه سور
- طول قطعه: ۰۶:۱۶
- شماره ترتیب قطعه در آلبوم: ۱

دلنواز (تکنوازی سنتور)
- آهنگساز: مجید مولانیا
- نوازندگان: گروه سور
- طول قطعه: ۰۱:۱۶
- شماره ترتیب قطعه در آلبوم: ۲

یار مست (تصنیف)
- ترانه‌سرا: مولانا
- آهنگساز: مجید مولانیا
- نوازندگان: گروه سور
- طول قطعه: ۰۵:۴۴
- شماره ترتیب قطعه در آلبوم: ۳

آتش عشق (ساز و آواز)
- ترانه‌سرا: مولانا
- آهنگساز: مجید مولانیا
- نوازندگان: گروه سور
- طول قطعه: ۰۹:۴۷
- شماره ترتیب قطعه در آلبوم: ۴

جان و جهان (تصنیف)
- ترانه‌سرا: مولانا
- آهنگساز: مجید مولانیا
- نوازندگان: گروه سور
- طول قطعه: ۰۵:۴۷
- شماره ترتیب قطعه در آلبوم: ۵

همدلی (دونوازی تار و کمانچه)
- آهنگساز: مجید مولانیا
- نوازندگان: گروه سور
- طول قطعه: ۰۳:۲۶
- شماره ترتیب قطعه در آلبوم: ۶

کاروان مست (تصنیف)
- ترانه‌سرا: مولانا
- آهنگساز: مجید مولانیا
- نوازندگان: گروه سور
- طول قطعه: ۰۶:۰۳
- شماره ترتیب قطعه در آلبوم: ۷

رهایی (تکنوازی عود)
- آهنگساز: صابر سوری
- نوازنده: صابر سوری
- طول قطعه: ۰۲:۰۶
- شماره ترتیب قطعه در آلبوم: ۸

سماع (قطعه ضربی و آواز)
- ترانه‌سرا: مولانا
- آهنگساز: مجید مولانیا
- نوازندگان: گروه سور
- طول قطعه: ۱۰:۰۱
- شماره ترتیب قطعه در آلبوم: ۹

گذر (قطعه‌ای برای کمانچه)
- آهنگساز: مجید مولانیا
- نوازندگان: گروه سور
- طول قطعه: ۰۲:۴۰
- شماره ترتیب قطعه در آلبوم: ۱۰

تو مرو (تصنیف)
- ترانه‌سرا: مولانا
- آهنگساز: مجید مولانیا
- نوازندگان: گروه سور
- طول قطعه: ۰۵:۵۹
- شماره ترتیب قطعه در آلبوم: ۱۱